# سوریان‌ها

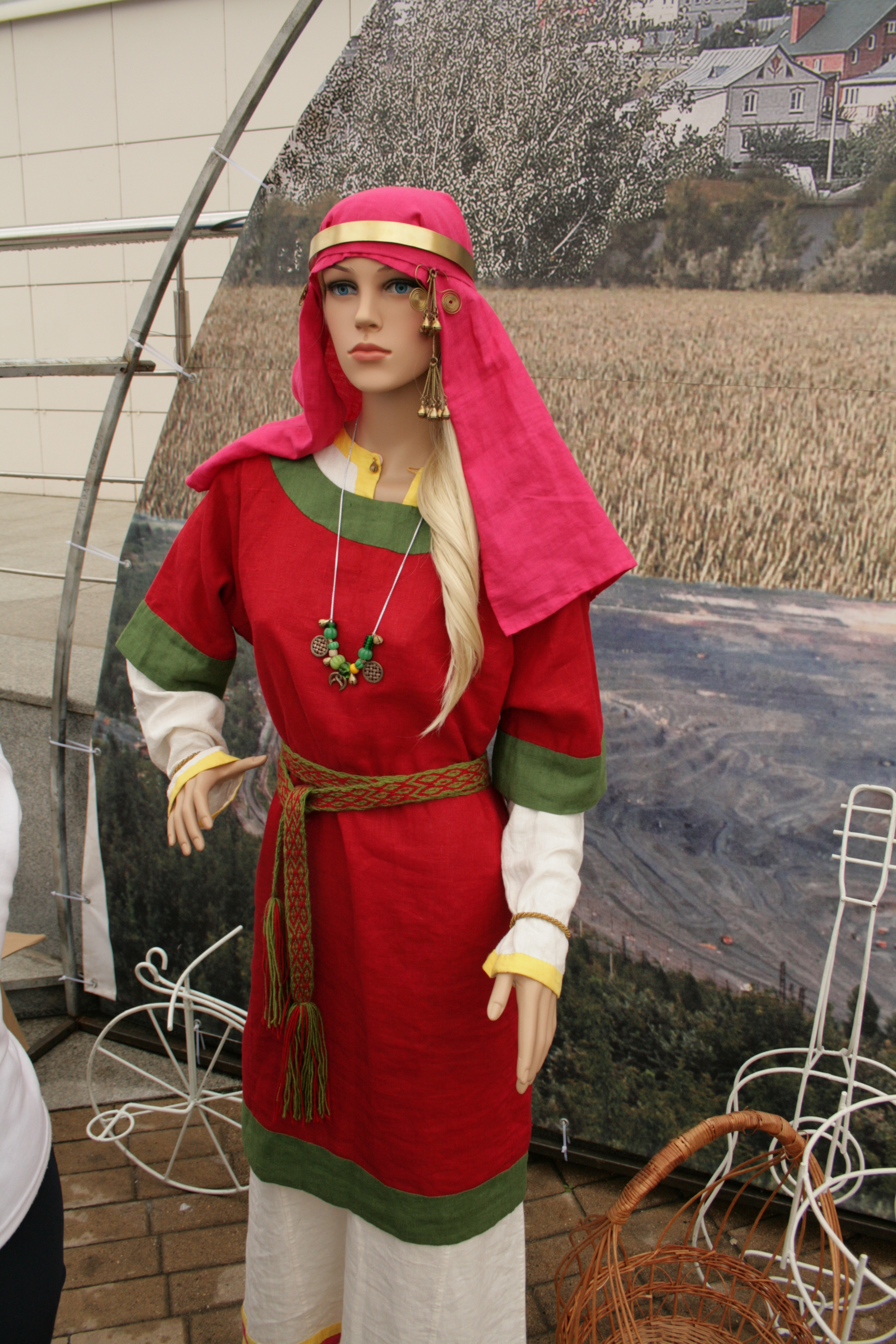
بازسازی پوشش یک زن سوریان

سِوِریان‌ها (به روسی: Северяне؛ اوکراینی: Сiверяни؛ بلاروسی: Севяране؛ بلغاری:Сeверяни) نام یک قبیله یا اتحاد قبایلی اسلاوی شرقی بود که در میانهٔ شرق رودهای دنیپر و دانوب می‌زیستند. گزارش‌هایی از وجود آنان در منابع مختلف غربی و شرقی از سدهٔ نهم تا دوازدهم در دست است.
در کاوش‌های باستان‌شناسی گورپشته‌هایی از سده‌های هشتم تا دهم میلادی یافته شده است که درون آنها خاکستر انسانی کشف شد. در این یافته‌ها دانسته شد که سوریان‌ها به کشاورزی، شکار و دامداری اشتغال داشته‌اند و صنایع دستی‌ای از نوع فلزی، سفال‌گری و بافندگی داشته‌اند.

## ریشهٔ نام
نام منطقهٔ سوری از نام ایشان گرفته شده‌است. دربارهٔ معنای نام آنها پیشنهاد شده که این نام از ریشهٔ اسلاوی سور (sěver) باشد و بنابراین سوریان‌ها به معنای مردمان شمالی بوده است. نظر دیگر این است که نام ایشان دگرگون‌شدهٔ نام قبیلهٔ سرمتی سئوئر (Seuer) باشد که از ریشهٔ ایرانی seu به معنای سیاه می‌باشد. دیدگاه‌های دیگری هم هست که ریشهٔ نام این مردمان را عبری یا مجاری دانسته‌است. برخی پژوهشگران هم پیشنهاد داده‌اند که نام این قبیله را باید مرتبط با سابیرها بدانیم.